# Archipiélago Chinijo
Archipiélago Chinijo este o arie protejată (arie specială de conservare — SAC, sit de importanță comunitară — SCI) din Spania întinsă pe o suprafață de 8.865,3 ha, integral pe uscat.

## Localizare
Centrul sitului Archipiélago Chinijo este situat la coordonatele 29°12′15″N 13°32′02″W / 29.2041°N 13.5338°V.

## Înființare
Situl Archipiélago Chinijo a fost declarat sit de importanță comunitară în octombrie 1999 pentru a proteja 8 specii de plante și 1 specie de animale. Situl a fost protejat și ca arie specială de conservare în ianuarie 2010.

## Biodiversitate
Situată în ecoregiunea , aria protejată conține 11 habitate naturale: Dune de coastă fixe cu vegetație erbacee („dune gri”), Pajiști umede mediteraneene cu ierburi înalte de Molinio-Holoschoenion, Faleze cu floră endemică de pe coastele macaroneziene, Dune mobile de-a lungul țărmului cu Ammophila arenaria („dune albe”), Peșteri marine scufundate complet sau parțial, Păduri de Olea și Ceratonia, Pante stâncoase silicioase cu vegetație casmofită, Câmpuri de lavă și excavații naturale, Tufărișuri termo-mediteraneene și de pre-deșert, Vegetație anuală la limita mareei, Tufărișuri halofile mediteraneene și termo-atlantice (Sarcocornetea fruticosi).
La baza desemnării sitului se află mai multe specii protejate:
- plante (8): Androcymbium psammophilum, Atractylis arbuscula, Bupleurum handiense, Caralluma burchardii, convolvulus lopezsocasii (Convolvulus lopezsocasi), Helichrysum gossypinum, Helichrysum monogynum, Ophioglossum polyphyllum
- reptile (1): Chalcides simonyi